# Синмартін (Біхор)
Синмартін (рум. Sânmartin) — село у повіті Біхор в Румунії. Адміністративний центр комуни Синмартін.
Село розташоване на відстані 428 км на північний захід від Бухареста, 8 км на південний схід від Ораді, 126 км на захід від Клуж-Напоки, 149 км на північ від Тімішоари.

## Населення
За даними перепису населення 2002 року у селі проживали 2650 осіб.
Національний склад населення села:
| Національність | Кількість осіб | Відсоток |
| -------------- | -------------- | -------- |
| румуни         | 2323           | 87,7%    |
| угорці         | 281            | 10,6%    |
| цигани         | 26             | 1,0%     |
| німці          | 7              | 0,3%     |
| словаки        | 5              | 0,2%     |

Рідною мовою назвали:
| Мова       | Кількість осіб | Відсоток |
| ---------- | -------------- | -------- |
| румунська  | 2346           | 88,5%    |
| угорська   | 286            | 10,8%    |
| німецька   | 5              | 0,2%     |
| словацька  | 5              | 0,2%     |
| італійська | 5              | 0,2%     |